# Laurent Cazalon
Laurent Cazalon (Mulhouse, 1º ottobre 1979) è un ex cestista francese.
È il figlio di Franck Cazalon e il padre di Malcolm Cazalon.

## Palmarès
- Campionato francese: 1

Roanne: 2006-07
- Semaine des As: 1

Roanne: 2007